# Yancy Gates
Yancy Gates (* 15. Oktober 1989 in Cincinnati, Ohio, Vereinigte Staaten) ist ein US-amerikanischer Basketballspieler. Zuletzt stand er in Deutschland bei den Telekom Baskets Bonn unter Vertrag.

## Karriere
Yancy Gates spielt auf der Position des Centers. Seine basketballerische Ausbildung erhielt Gates von 2008 bis 2012 an der University of Cincinnati. Beim NBA-Draft 2012 wurde Gates nicht gedraftet.
Nach ersten Einsätzen in Litauen und Puerto Rico wechselte Gates zur Saison 2013/14 nach Israel. Dort spielte er zunächst für Hapoel Eilat, in der folgenden Saison für Hapoel Tel Aviv. Für Tel Aviv erzielte Gates durchschnittlich 16,8 Punkte und  6,3 Rebounds pro Spiel. Zur Saison 2015/16 wechselte Gates zum israelischen Meister Hapoel Jerusalem. Von dort wurde er zum chinesischen Erstligisten Shanxi Zhongyu ausgeliehen.
Im Januar 2016 wurde bekannt, dass Gates nach Deutschland zu den Telekom Baskets Bonn wechselt, um dort den verletzungsbedingt ausgefallenen Center Tadas Klimavičius zu ersetzen. Nach nur sechs Einsätzen, bei denen Gates im Schnitt 14,5 Punkte und 6,2 Rebounds pro Spiel erzielte, gaben die Telekom Baskets am 6. März bekannt, das Arbeitsverhältnis mit Gates ab sofort ruhen zu lassen.